# Andris Nelsons
Andris Nelsons (født 18. november 1978) er en lettisk dirigent.

## Historie
Han gik på Letlands Musikakademi og derefter på Sankt Petersborg Konservatorium, hvor han studerede trompet og direktion.
I 2014 blev han chefdirigent for Boston Symphony Orchestra.
I 2018 blev han chefdirigent for Gewandhausorchester Leipzig.
2019/2020 dirigerede han for første gang den traditionelle nytårskoncert i Wien.